# Sonny Landham
William M. "Sonny" Landham (Canton, 11 de fevereiro de 1941 – Lexington, 18 de agosto de 2017) foi um ator de cinema e político estadunidense.

## Biografia

### Carreira artística
No início de sua carreira artística, Landham era ator de filmes pornográficos. Em seguida, tornou-se um ator de filmes, e apareceu em uma série de filmes populares de Hollywood, incluindo Southern Comfort, O Predador, 48 Hrs., Action Jackson e The Warriors.

### Vida política e social
Landham nasceu em Canton (Geórgia). Era descendente das nações cherokees e seminoles. Em 2003, concorreu nas eleições primárias republicana para governador de Kentucky, esperando repetir o sucesso de seu companheiro de elenco em O Predador Jesse Ventura, governador de Minnesota, e Arnold Schwarzenegger, governador da Califórnia. Baseou sua candidatura sobre oposição à emenda que aprovaria ao Tribunal de Família de Kentucky, dizendo que suas experiências ruins nas mãos no Tribuinal de Família convenceu-o a concorrer ao cargo para beneficiar os advogados ao invés de famílias ou crianças. Ele não venceu nas nomeações de seu partido.
Landham morreu em 18 de agosto de 2017, vítima de insuficiência cardíaca congênita.